# 서울 구 경성방직 사무동
서울 구 경성방직 사무동은 서울특별시 영등포구에 있는 일제강점기의 건축물이다. 2004년 12월 31일 대한민국의 국가등록문화재 제135호로 지정되었다.

## 개요
영등포 구 경성방직 사무동은 한국의 근대산업에서 빼 놓을 수 없는 산업시설로 역사적, 사회적 의미가 매우 크다. 이 건물은 경성방직의 사무동으로 1936년 건립 이래 건물 원형을 대부분 간직하고 있는 점에서 역사적, 건축사적으로 가치가 있다. 일제강점기에 한국인자본에 의해 설립된 산업관련건축물로 근대 공업사적 자료로서 가치가 있는 건물이다.
단지내 재개발공사로 인하여 2009년에 이전, 복원공사를 실시하였고, 현재는 영등포 타임스퀘어 건물의 부속 건물로 활용되고 있는데 카페 및 베이커리 시설이 들어서 있어 일반 대중이 건물 내외부를 자유롭게 둘러볼 수 있다.

## 참고 자료
- 서울 구 경성방직 사무동 - 국가유산청 국가유산포털